# Zarand (Verwaltungsbezirk)
Zarand (persisch شهرستان زرند) ist ein Schahrestan in der Provinz Kerman im Iran. Er enthält die Stadt Zarand, welche die Hauptstadt des Verwaltungsbezirks ist. 

## Kreise
- Zentral (بخش مرکزی)
- Yazdanabad (بخش یزدان آباد)

## Demografie
Bei der Volkszählung 2016 betrug die Einwohnerzahl des Schahrestan 138.133. Die Alphabetisierung lag bei 89 Prozent der Bevölkerung. Knapp 53 Prozent der Bevölkerung lebten in urbanen Regionen.
| Zensusjahr | Einwohnerzahl |
| ---------- | ------------- |
| 2011       | 129.104       |
| 2016       | 138.133       |